# 7α-ヒドロキシコレステロール
7α-ヒドロキシコレステロール（7α-Hydroxycholesterol）は、胆汁酸の前駆体で、コレステロール-7α-ヒドロキシラーゼによって合成される。これは律速段階である。